# Nadiia Kicenok
Nadiia Viktorivna Kicenok (în ucraineană Надія Вікторівна Кіченок; n. 20 iulie 1992, Dnipropetrovsk, Ucraina) este o jucătoare de tenis din Ucraina specializată la jocul la dublu. Cea mai înaltă poziție în clasamentul WTA la dublu este locul 29 mondial (31 ianuarie 2022). Kichenok a câștigat nouî titluri la dublu în WTA Tour, dintre care patru cu sora sa geamănă Liudmila. A câștigat patru titluri la simplu și 24 la dublu pe Circuitul ITF.